# Partit Progressista (Xile)
El Partit Progressista (acrònim: PRO; en castellà i oficialment, Partido Progresista) és un partit polític xilè fundat el 2010, com a resposta a l'abandó de les banderes progressistes de la llavors Concertación. El seu principal fundador, Marc Enríquez-Ominami, havia estat diputat del Partit Socialista de Xile i candidat a la presidència els anys 2009, 2013 i 2017.
El 2018 va ser dissolt pel Servei Electoral (Servel) per no haver aconseguit la quantitat de vots requerits per a la seva continuïtat. Davant d'això, es va fusionar amb País per formar País Progressista, una col·lectivitat que va recuperar el nom de Partit Progressista després del seu primer Consell Federal.
L'11 de maig de 2019 el PRO es va sumar al Partit Comunista (PCCh) i a la Federació Regionalista Verda Social (FRVS) per formar un pacte anomenat "Unitat per al Canvi", que pretén competir en les eleccions municipals de 2020.
El dissabte 10 d'agost d'aquest any, va ingressar al Progressisme l'Esquerra Ciutadana, encapçalada pel seu primer i últim president: l'exministre Victor Osorio Reis i Francisco Parraguez. L'IC, col·lectivitat que va integrar la Nova Majoria, va subscriure amb la dirigencia nacional del Partit Progressista un document titulat "El nostre compromís d'unitat progressista: una eina per lluitar per un nou Xile".

## Directiva
- President: Camilo Lagos Miranda
- Secretari General: Jonatan Díaz Herrera
- Tresorer: Andrea Condemarín Fuentes
- Vicepresident d'Afers Programàtics i Formació Política: Ricardo Godoy Soto
- Vicepresident Electoral: Marcelo Cárdenas Álvarez
- Vicepresident de Territori: Pedro Abasta Castro
- Vicepresident de Gènere: María Cecilia Romero Peña
- Vicepresident d'Organitzacions Socials: Luis Jara Correa
- Vicepresident de Relacions Internacionals: Carolina Aedo Retamal
- Vicepresident de Comunicacions: Verónica Cifuentes Gutiérrez
- Vicepresident de Relacions Polítiques: Enzo Galgani Fonseca
- Vicepresident de Continguts: Víctor Osorio Reis
- Vicepresident de Joventut: Rodrigo Pinto

## Logotips

Emblema emprat entre 2010 i 2013.
Emblema emprat des de 2014.